# Mode paysage
Le mode paysage est une expression du monde de l'informatique pour indiquer que la surface d'affichage est dans le sens de la largeur. En effet, la plupart des surfaces d'affichage (écran, feuille de papier...) sont rectangulaires. On pourrait donc les utiliser dans le sens de la hauteur ou dans le sens de la largeur. 
À l'opposé, l'utilisation de la surface dans le sens de la hauteur est appelé mode portrait. Les Xerox Alto utilisaient des écrans en mode portrait.
En impression, les modes portrait et paysage sont nommés format à la française et format à l'italienne (voir l'article Reliure).
Les écrans sont souvent utilisés dans le sens de la largeur. Les tablet PC ou les téléphones basculent en général leur mode d'affichage, soit sur demande de l'utilisateur, soit automatiquement grâce à un détecteur de gravité. Cette fonction permet d'optimiser l'utilisation de la surface d'affichage. Si ce que l'on souhaite afficher est plus large que haut, on utilisera le mode paysage, et vice-versa. De nombreux écrans et logiciels permettent l'usage du mode pivot.

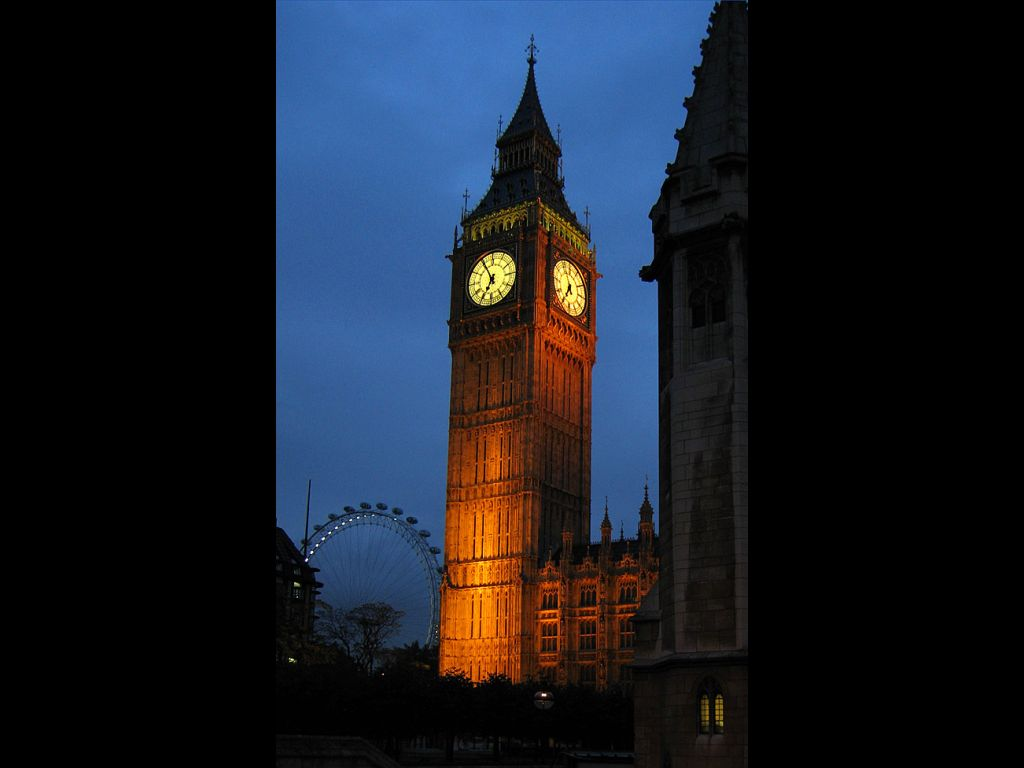
Exemple d'affichage en mode portrait. Ici, le mode paysage n'est pas adapté à l'image affichée.

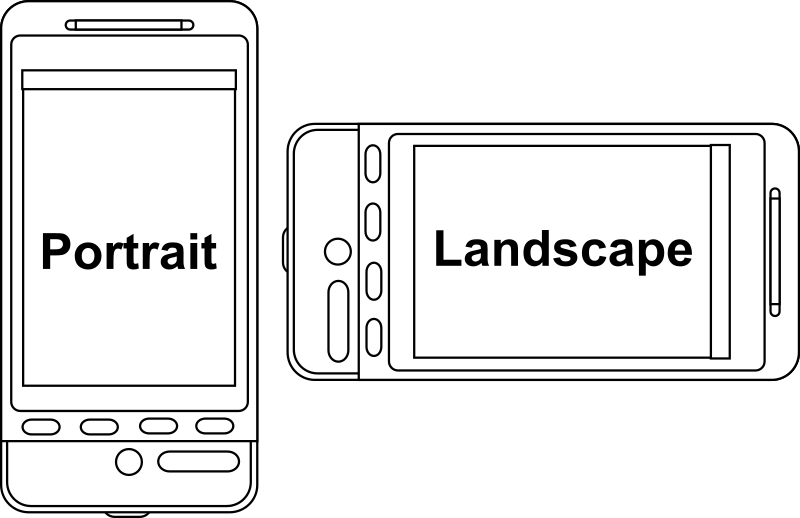
Un smartphone en mode portrait et en mode paysage (landscape en anglais).